# Heilongjiang
Lo Heilongjiang (in cinese 黑龍江省T, 黑龙江省S, Hēilóngjiāng ShěngP; in mancese ᠰᠠᡥᠠᠯᡳᠶᠠᠨ ᡠᠯᠠ, Sahaliyan ula) è una provincia della Repubblica Popolare Cinese, nel nord est del paese. Il capoluogo è Harbin.

## Geografia
Il significato letterale di Heilongjiang è Fiume del Dragone Nero, cioè il nome cinese per il fiume Amur. Il nome Manchu, Sahaliyan ula, che significa fiume nero, è all'origine di Sachalin.

### Confini
Confina a sud con la provincia di Jilin, con la Mongolia Interna ad ovest e con la Russia a nord, lungo la linea segnata dal corso del fiume Amur.

## Amministrazione

### Suddivisione amministrativa
Mappa della suddivisione amministrativa della provincia dello Heilongjiang.
| Mappa | #             | Nome         | Hanzi              | Hanyu Pinyin             | Amministrazione  |  |
| ----- | ------------- | ------------ | ------------------ | ------------------------ | ---------------- |  |
|       |               |              |                    |                          |                  |  |
| 1     | Harbin        | 哈尔滨市     | Hā'ěrbīn Shì       | Daoli Distretto          | Città-prefettura |  |
| 2     | Daqing        | 大庆市       | Dàqìng Shì         | Sartu Distretto          | Città-prefettura |  |
| 3     | Hegang        | 鹤岗市       | Hègǎng Shì         | Xingshan Distretto       | Città-prefettura |  |
| 4     | Heihe         | 黑河市       | Hēihé Shì          | Aihui Distretto          | Città-prefettura |  |
| 5     | Jiamusi       | 佳木斯市     | Jiāmùsī Shì        | Qianjin Distretto        | Città-prefettura |  |
| 6     | Jixi          | 鸡西市       | Jīxī Shì           | Jiguan District          | Città-prefettura |  |
| 7     | Mudanjiang    | 牡丹江市     | Mǔdānjiāng Shì     | Aimin Distretto          | Città-prefettura |  |
| 8     | Qiqihar       | 齐齐哈尔市   | Qíqíhā'ěr Shì      | Longsha Distretto        | Città-prefettura |  |
| 9     | Qitaihe       | 七台河市     | Qītáihé Shì        | Taoshan Distretto        | Città-prefettura |  |
| 10    | Shuangyashan  | 双鸭山市     | Shuāngyāshān Shì   | Jianshan Distretto       | Città-prefettura |  |
| 11    | Suihua        | 绥化市       | Suíhuà Shì         | Beilin Distretto, Suihua | Città-prefettura |  |
| 12    | Yichun        | 伊春市       | Yīchūn Shì         | Yichun Distretto         | Città-prefettura |  |
| 13    | Daxing'anling | 大兴安岭地区 | Dàxīng'ānlǐng Dìqū | Jiagedaqi Distretto      | Prefettura       |  |